# Frank Stäbler
Frank Stäbler (ur. 27 czerwca 1989) – niemiecki zapaśnik walczący w stylu klasycznym. Trzykrotny olimpijczyk. Brązowy medalista z Tokio 2020 w kategorii 67 kg. Piąty w Londynie 2012 w wadze 66 kg i siódmy w Rio de Janeiro 2016 w kategorii 66 kg.
Złoty medalista w mistrzostw świata w 2015, 2017 i 2018; brązowy 2013 i 2019; piąty w 2011 i 2014. Trzy razy stawał na podium mistrzostw Europy, na najwyższym stopniu w 2012 i 2020. Trzeci na igrzyskach europejskich w 2015. Zdobył brązowy medal mistrzostw świata i Europy juniorów w 2009. Mistrz Niemiec z 2013, 2014, 2015 i 2018; drugi w 2010, a trzeci w 2011.
- Turniej w Londynie 2012

Wygrał z Amerykaninem Justinem Lesterem i przegrał z Gruzinem Manuczarem Cchadaią i Węgrem Tamásem Lőrinczem.